# Rondinelli
Rondinelli, właśc. Antônio José Rondinelli Tobias (ur. 26 kwietnia 1955 w São José do Rio Preto) – piłkarz brazylijski, występujący podczas kariery na pozycji środkowego obrońcy.

## Kariera klubowa
Rondinelli karierę piłkarską rozpoczął w klubie CR Flamengo w 1971 roku. We Flamengo 7 listopada 1971 w zremisowanym 0-0 meczu z Cruzeiro EC Rondinelli zadebiutował w lidze brazylijskiej. Z Flamengo zdobył mistrzostwo Brazylii w 1980, Copa Libertadores 1981 oraz pięciokrotnie mistrzostwo stanu Rio de Janeiro – Campeonato Carioca w 1974, 1978, 1979 (dwukrotnie) i 1981 roku. W barwach rubro-negro rozegrał 406 spotkań, w których strzelił 12 bramek.
W 1982 roku występował w Corinthians São Paulo, a w latach 1982–1983 w CR Vasco da Gama. W kolejnych latach występował w Bonsucesso Rio de Janeiro, Athletico Paranaense i Paysandu SC Belém. W Paysandu 24 marca 1985 w przegranym 1-5 meczu ze Sportem Recife Rondinelli po raz ostatni wystąpił w lidze. Ogółem w latach 1971–1985 w lidze brazylijskiej wystąpił w 137 meczach, w których strzelił 3 bramki.

## Kariera reprezentacyjna
Rondinelli w reprezentacji Brazylii zadebiutował 5 lipca 1979 w zremisowanym 1-1 towarzyskim meczu ze stanem Bahia. W tym samym roku był w kadrze Brazylii na Copa América 1979, na którym Brazylia zajęła trzecie miejsce. Na tym turnieju był rezerwowym i nie wystąpił w żadnym meczu. Ostatni raz wystąpił w reprezentacji 1 maja 1980 w wygranym 4-0 towarzyskim meczu ze stanem Minas Gerais. Nigdy nie zagrał w reprezentacji w meczu międzypaństwowym.
| Mecze i gole w reprezentacji | Mecze i gole w reprezentacji | Mecze i gole w reprezentacji | Mecze i gole w reprezentacji | Mecze i gole w reprezentacji | Mecze i gole w reprezentacji | Mecze i gole w reprezentacji |
| #                            | Data                         | Miasto                       | Przeciwnik                   | Gol                          | Wynik                        | Rozgrywki                    |
| ---------------------------- | ---------------------------- | ---------------------------- | ---------------------------- | ---------------------------- | ---------------------------- | ---------------------------- |
| N1.                          | 05.07.1979                   | Salvador                     | Bahia                        |                              | 1:1                          | towarzyski                   |
| N2.                          | 02.04.1980                   | Rio de Janeiro               | Brazylia jun.                |                              | 7:1                          | towarzyski                   |
| N3.                          | 01.05.1980                   | Taguatinga                   | Minas Gerais                 |                              | 4:0                          | towarzyski                   |

## Kariera trenerska
Po zakończeniu kariery piłkarskiej Rondinelli został trenerem. Trenował Vila Nova Goiânia, CFZ do Rio i Goiânie EC.